# Пачаджанов, Далер Набиджанович
Далер Набиджанович Пачаджанов — таджикистанский геохимик, доктор геолого-минералогических наук (1977), академик АН РТ (1993).

## Биография
Родился 3 апреля 1937 года в Сталинабаде (Душанбе).
Окончил геологический факультет МГУ им. М. В. Ломоносова (1959) и аспирантуру Института геохимии и аналитической химии имени В. И. Вернадского.
С 1959 г. работает в Институте химии им. В. И. Никитина АН Таджикистана: научный сотрудник (1959—1964), учёный секретарь (1964—1967), зав. лабораторией геохимии и аналитической химии (с 1967), зам. директора по науке (1971—1978).
В 1985—1995 руководитель Аналитического центра АН Таджикистана, в 1995—2000 президент Малой Академии наук Таджикистана, академик-секретарь Отделения физико-математических, химических и геологических наук АН РТ.
Научные интересы: геохимия редких и рассеянных элементов в осадочном процессе и аналитическая химия.
Кандидат геолого-минералогических наук (1963), тема диссертации «Основные вопросы геохимии ниобия и тантала в осадочном процессе». Доктор геолого-минералогических наук (1977), тема диссертации «Геохимия редких элементов в меловых красноцветных отложениях Таджикской депрессии и их индикаторные свойства в палеореконструкциях». Академик АН РТ (07.05.1993).
Автор свыше 300 научных публикаций, в том числе 8 монографий, получил 14 авторских свидетельств на изобретение.

## Награды и премии
- Изобретатель СССР (1975);
- Почётная Грамота Президиума Верховного Совета Таджикской ССР (1987);
- Медаль «Ветеран труда» (1988);
- Отличник образования СССР (1989);
- Заслуженный деятель науки и техники Таджикистана (1992);
- Межгосударственная премия СНГ «Звёзды Содружества» за 2013 год[1].

## Сочинения
- Геохимия красноцветных меловых отложений Таджикской депрессии / Д. Н. Пачаджанов. — М. : Наука, 1981. — 244 с.
- Палеогидрохимия и формы миграции элементов в зоне гипергенеза / Д. Н. Пачаджанов, А. Н. Базарова, И. П. Адамчук; Отв. ред. Грамберг И. С.; АН ТаджССР, Ин-т химии им. В. Н. Никитина. — Душанбе : Дониш, 1988. — 142,[2] с. : ил.; 20 см.